# Filippo Francioni
Pas d'image ? Cliquez ici
Filippo Francioni, né le 24 mars 1976 est un pilote automobile italien.

## Carrière
En 2003, il participe aux 24 Heures de Daytona au volant d'une Lucchini SR2002 de l'écurie officielle, il se classe vingtième du classement général,. La même année il remporte cinq courses en championnat italien de sport-prototype et s’adjuge un troisième titre.
En 2009, il remporte les 6 Heures de Vallelunga à bord d'une Lola B09/80 de l'écurie Racing Box.
En 2012, il participe au championnat italien de sport-prototype. Il remporte la quatrième manche de la saison qui a lieu sur le circuit du Mugello, au voalnt d'une Norma. La même année, il participe aux 6 Heures de Vellelunga pour la troisième fois de sa carrière,.
En 2015, il est titularisé en Italian GT (en) pour piloter la Mclaren MP4-12C GT3 de Racing Studios Squadra Corse en compagnie de Thomas Biagi.